# تاكاهيرو أوشيما
تاكاهيرو أوشيما (باليابانية: 大島 嵩弘) (14 أبريل 1988 في نودا في اليابان – )؛ هو لاعب كرة قدم ياباني سابق كان يلعب كمدافع.

## وصلات خارجية
- تاكاهيرو أوشيما على موقع رابطة كرة القدم اليابانية للمحترفين (اليابانية)
- تاكاهيرو أوشيما على موقع قاعدة بيانات كرة القدم.إي يو (الإنجليزية)
- تاكاهيرو أوشيما على موقع Soccerway.com (الإنجليزية)
- تاكاهيرو أوشيما على موقع عالم كرة القدم.نت (الإنجليزية)